# ジョン・ウィリアム・ガードナー

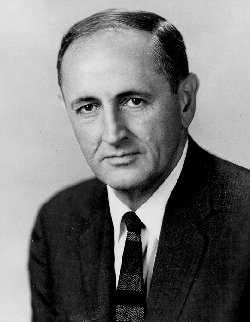
ジョン・ウィリアム・ガードナー

ジョン・ウィリアム・ガードナー（John William Gardner, 1912年10月8日 - 2002年2月16日）は、アメリカ合衆国の政治家。リンドン・ジョンソン政権で保健教育福祉長官を務めた。政府系非営利団体「コモン・コーズ」「インディペンデント・セクター」の創設に携わり、アメリカ社会のリーダーシップに関する本など、多くの書籍を執筆した。またアメリカで権威あるフェロー制度「ホワイトハウス・フェロー」「ジョン・ガードナー・フェローシップ」の創設にも関与し、1964年に大統領自由勲章を受章した。

## 生い立ち
ジョン・ウィリアム・ガードナーは1912年10月8日にカリフォルニア州ロサンゼルスで誕生した。ガードナーは心理学を学び、スタンフォード大学で1935年に心理学の学士号を、1936年に心理学の修士号を取得した。ガードナーはカリフォルニア大学バークレー校へ進学し、1938年に心理学の博士号を取得した。ガードナーは1938年から1940年までコネチカット女子大学で心理学の教授を務め、続いて1940年から1942年までマウント・ホリヨーク大学で心理学の教授を務めた。

## 初期の経歴
第二次世界大戦期、ガードナーは1942年から1943年まで外国放送諜報局のラテンアメリカ課で勤務した。1943年から1946年まではアメリカ海兵隊に加わり、戦略諜報局に配属された。ガードナーは初年度にワシントンD.C.で勤務し、続いてイタリアとオーストリアに派遣された。
1946年、ガードナーはニューヨークの研究機関カーネギー・コーポレーションに加わった。ガードナーはカーネギー・コーポレーションで1955年に社長となった。ガードナーは大衆教育による教育水準の向上に努めた。またガードナーは、初等・中等学校に対して連邦政府から教育援助を行うことを提案し、大統領特別委員会を組織を働きかけた。そしてガードナーの提起により組織された大統領特別委員会は教育に関する調査を行い、地域ごとの経済状況に基づいて連邦助成金を配分すべきとの報告書をまとめた。この報告書は、1965年の初等・中等教育法の根拠となった。1964年、ガードナーは教育への貢献を認められ、文民としての最高栄誉である大統領自由勲章を受章した。1966年米国科学アカデミーより公共福祉メダル受賞。

## 保健教育福祉長官

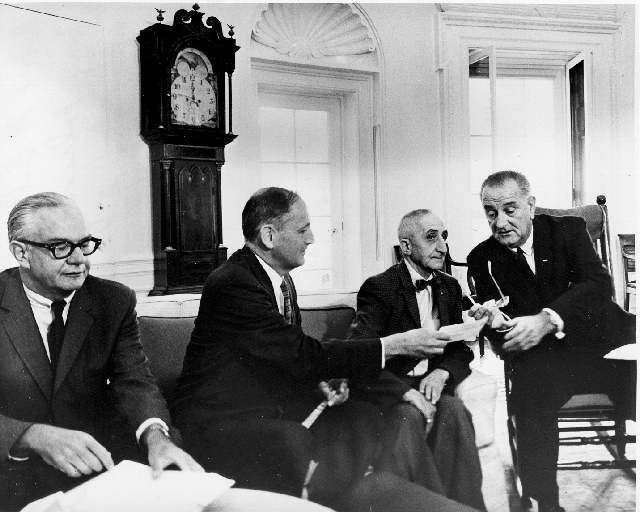
ジョンソン大統領（右端）とガードナー保健教育福祉長官（左から2人目）

1965年、リンドン・ジョンソン政権でセレブレズ保健教育福祉長官が辞任したことに伴い、ジョンソン大統領は後任にガードナーを指名した。リベラル派共和党員であったガードナーは就任直後から、議会のリベラル派閥やNAACP弁護支援財団からの難題に直面させられた。当時のアメリカでは、教育と医療の一体化や、公民権法の人種差別禁止条項を強化することが課題として挙げられていた。しかしながら保健教育福祉省が消極的な対応しかとらなかったため、ガードナーは非難を受けた。
ガードナーは社会の批判に応えるため、1966年3月に連邦予算を学校や病院に拠出する一連のガイドラインを作成した。加えてガードナーは1966年から1967年にかけて、南部における人種差別廃止の度合いを調査した。そしてその調査結果に基づき、黒人や少数民族に不穏当な対応をしている学校を閉鎖する指針を示した。また病院や学校に対しては、差別的な行為をする職員を解雇するよう求めた。
ガードナーの保健教育福祉長官在任中、ジョンソン大統領の「偉大な社会」政策は国内政策の重点となっていた。保健教育福祉省は最重要課題として、2つの法案を挙げた。1つは高齢者に一定水準の医療制度を提供するメディケア法案。もう1つは貧しい学生の救済を目的として初等・中等学校に連邦助成金を提供する教育法案であった。

## 晩年
ガードナーは1989年からスタンフォード大学で行政学の教授を務めた。ガードナーは2000年前後から統合失調症を患った。そして2002年2月2日、ジョン・ウィリアム・ガードナーはカリフォルニア州パロアルトの自宅において、前立腺癌に伴う合併症で死去した。

## 著作物
- Excellence: Can We Be Equal and Excellent Too? (1961)
- To Turn the Tide (1962)
- Self-Renewal (1964)
- No Easy Victories (1968)
- The Recovery of Confidence (1970)
- In Common Cause (1972)
- Morale (1978)
- Quotations of Wit and Wisdom (1980)
- On Leadership (1990)
- Living, Leading, and the American Dream (2003)
- Uncritical Lovers, Unloving Critics (1968)[2]